# Nemapogon agnathosella
Nemapogon agnathosella är en fjärilsart som beskrevs av Reinhardt Gaedike 2000. Nemapogon agnathosella ingår i släktet Nemapogon och familjen äkta malar. Inga underarter finns listade i Catalogue of Life.